# Liniment

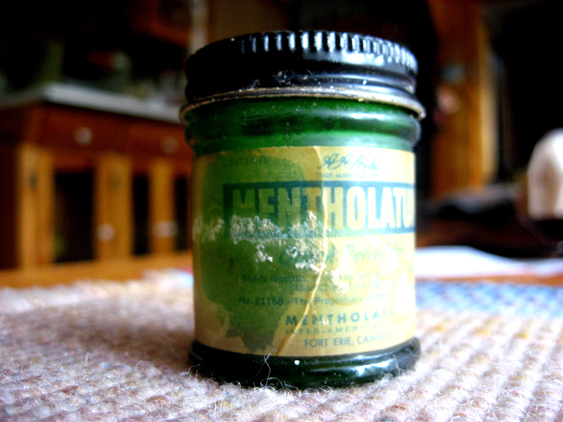
Un recipient vechi cu unguent mentolat

Un liniment este un preparat farmaceutic de consistență lichidă sau semisolidă, care se aplică pe corp sau este folosit pentru fricțiuni. De cele mai multe ori, linimentele sunt utilizate pentru ameliorarea durerilor, de exemplu în cazul artritei. Sunt realizate din alcool sau alți solvenți care permit o evaporare rapidă și pot conține diverse substanțe medicamentoase: salicilat de metil, mentol sau capsaicină. Produc o senzație de încălzire, de obicei datorită unui efect rubefiant.
Un exemplu popular este linimentul A.B.C., utilizat în perioada 1880 - 1935. Denumirea sa face referire la cele trei componente principale: aconitum, belladonna și cloroform. Linimentul a fost cauza a numeroase intoxicații, cel puțin un deces fiind documentat.